# Oghamstein von Fiddaun Upper
Der Oghamstein von Fiddaun Upper steht auf einem Feld im äußersten Süden des Townland Fiddaun Upper (irisch An Feadán Uachtarach) nahe der Straße von Inistiogue nach Graiguenamanagh im County Kilkenny in Irland.
Er hat stark unter der Vieh- (englisch Cattle rubbing stone) und Wetterabnutzung gelitten, ist jetzt aber durch eine hölzerne Umhegung geschützt. 
Der Oghamstein ist 2,06 m hoch, 0,76 m breit und 0,5 m dick und besteht aus Sandstein. Die von Sabine Ziegler auf 400–500 n. Chr. datierte Inschrift lautet: „DRUGNO MAQI MUCOI[…]NAMI“.
In der Nähe steht der Oghamstein von Gowran. 